# برگه‌ی گسترده
برگه‌ی گسترده (به انگلیسی: Spreadsheet) به صفحات جدول‌بندی شده که قابلیت انجام محاسبات ریاضی را دارند گفته می‌شود. برگه‌ی گسترده، نوعی نرم‌افزار رایانه‌ای است که برای ساده کردن ورود اطلاعات و انجام محاسبات ریاضی طراحی شده‌اند. نرم‌افزارهای لیبره‌آفیس سالاس و مایکروسافت اکسل و همچنین SPSS نمونه‌ای از این برنامه‌ها هستند.
نرم‌افزارهای برگه‌ی گسترده این امکان را فراهم می‌نمایند که داده‌ها را به صورت سطر و ستون وارد نمایید. بعد از وارد کردن داده‌ها عملیاتی نظیر محاسبات، مرتب‌سازی و فیلتر نمودن را روی آن‌ها انجام داده، همچنین می‌توان این داده‌ها را چاپ کرد و نمودارهایی نیز براساس آن‌ها ایجاد نمود.

## مایکروسافت اکسل
از سال ۱۹۸۵ که صفحهٔ گسترده اکسل معرفی شد، تقریباً هر دو سال یکبار، نسخه‌ای جدید از این نرم‌افزار عرضه شده‌است. سهولت کار با اکسل، امکان ارتباط با سایر نرم‌افزارهای آفیس و توانایی‌های مختلف در زمینهٔ تحلیل داده‌ها سبب معرفی این نرم‌افزار شده‌است.
اکسل نرم‌افزار برگه‌ی گسترده‌ای است که به کاربر اجازه می‌دهد تا ظاهر صفحه را، از قبیل نوع قلم و مشخصات نویسه‌ها و ظاهر خانه‌ها را تعیین کند. همچنین اگر محتویات خانه‌ای به خانه‌های دیگر وابسته باشد، به محض تغییر محتویات خانه‌های مبدأ، اطلاعات خانه‌های وابسته به‌طور خودکار تغییر می‌کند. از توانایی‌های دیگر اکسل قابلیت‌های زیاد آن در رسم نمودار است.
از اشکالات این برنامه، مانند سایر برنامه‌های آفیس، علاوه بر قیمت زیاد و برخی مشکلات امنیتی، غیرقابل دسترس بودن کد اصلی برنامه است که در مواردی، کاربران حرفه‌ای نیاز به تغییر آن دارند.

## انواع نرم‌افزارهای برگه‌ی گسترده
- Calc
- Lotus
- Gnumetric
- Quattro pro
- ZCubes